# Piazza Venezia (Trieste)
Piazza Venezia è una piazza di Trieste situata nel quartiere di borgo Giuseppino.

## Descrizione
La piazza è prospiciente il mar Adriatico all'altezza di Riva Nazario Sauro con il corrispondente Molo Venezia. 
Precedentemente nota come piazza Ganza, venne realizzata in seguito all'interramento delle vie prospicienti il mare. Il suolo rimase in terra battuta fino alla realizzazione della pavimentazione avvenuta nel 1865.
Piazza Venezia era precedentemente chiamata Giuseppina, così come il borgo Giuseppino, in onore di Giuseppe II.
Dalla piazza inizia via Torino, considerata il centro della movida triestina.
Sino al 13 settembre 2009 la piazza ospitava sul lato sud (attuale parcheggio taxi) il capolinea della linea 10 per Valmaura, spostato il giorno successivo in Piazza Tommaseo con un conseguente accorciamento del percorso.

### Palazzo Revoltella
Il palazzo Revoltella, sito al civico 5, era un tempo dimora del barone e imprenditore Pasquale Revoltella. Oggi il palazzo ospita il museo Revoltella, ed è noto per i suoi ricchi arredi e la collezione di dipinti e sculture che Revoltella lasciò in eredità alla città di Trieste. L'edificio venne progettato da Friedrich Hitzig e costruito nel 1858. La collezione lasciata in eredità da Revoltella venne ampliata nel corso degli anni, e oggi sono esposte circa 350 opere d'arte.

### Farmacia Mizzan
La storica farmacia, precedentemente ubicata in via Lazzaretto Vecchio, si trova all'interno di un palazzo costruito nella prima metà dell'Ottocento dall'architetto neoclassico Valentino Valle. Venne inaugurata il 1º gennaio 1903, quando la piazza si chiamava ancora piazza Giuseppina.. La farmacia viene acquistata nel 1900 dalla famiglia Mizzan e rimase di loro proprietà per oltre settant'anni. Oggi denominata Al Sant'Andrea, la farmacia viene ancora chiamata Mizzan dai cittadini triestini più anziani. Nel giorno della sua apertura, l'ampiezza e la modernità della farmacia vengono enfatizzate. Oggi sono ancora conservate le decorazioni e gli arredi originali, tra cui boiserie intagliate e vetrate colorate lavorate a fuoco con immagini mitologiche.
Il palazzo che ospita la farmacia è considerato una delle migliori opere di Valle, che firma il progetto l'8 marzo 1834. Ha quattro piani. Il piano terra ha un esterno in bugnato liscio, nel quale sono presenti cinque archi a tutto sesto. La superficie murale è arricchita da quattro lesene doriche di ordine gigante. Le finestre del secondo piano presentano una cimasa lineare, sostenuta da volute in pietra bianca. La facciata si piega ad angolo ottuso, e sul lato più corto, su via Torino, v'è la porta d'ingresso al palazzo, sovrastata da un balcone a balaustra che viene aggiunto successivamente, nel 1861.

### Monumento di Massimiliano
Nel centro della piazza c'è il monumento di Massimiliano I del Messico che fece costruire il castello di Miramare, uno dei simboli della città. La statua è uno dei monumenti più noti di Massimiliano e della città di Trieste. Il monumento è opera dello scultore tedesco Johannes Schilling. Fu inaugurato il 3 aprile 1875, alla presenza dell'imperatore Francesco Giuseppe I d'Austria. Il monumento è in bronzo, e misura circa 9 metri in altezza.  Massimiliano è vestito da ammiraglio, e sta su un piedistallo decorato con un altorilievo che presenta gli stemmi austriaci e triestini. Attorno alla base ottagonale si trovano le personificazioni dei quattro punti cardinali, alternati a medaglioni con i simboli delle arti, della scienza, della poesia e dell'industria. L'Oriente è rappresentato da una donna con in mano un germoglio, con una falce di luna e una stella; l'Occidente è rappresentato da una donna a torso nudo con la stella della sera e un tridente, il Sud è un egiziano con un ramo di palma, e il Nord un uomo barbuto con un arpione e una gomena.
Quando Trieste entra a far parte dell'Italia nel 1918, il monumento venne rimosso dalle autorità. Nel 1961 venne collocato nel parco del Castello di Miramare, e solo nel gennaio 2009 ritornò in piazza Venezia.

### Palazzo Scuglievich
Sul lato ovest della piazza si trova il palazzo Scuglievich, costruito nel 1832 su progetto dell'architetto Domenico Corti, al quale si deve lo stile attuale del quartiere. Il palazzo viene profondamente ristrutturato nel 1863, e nel 1876 viene acquisito da Scuglievich, un mercante originario di Mostar Cristoforo Scuglievich, parte della comunità serba - ortodossa di Trieste. Il palazzo ha ospitato il vincitore del premio Nobel Ivo Andrić durante la sua permanenza a Trieste tra il 1922 e il 1923, e oggi sulla facciata a piano terra del palazzo c'è una targa commemorativa dell'evento.

## Galleria d'immagini

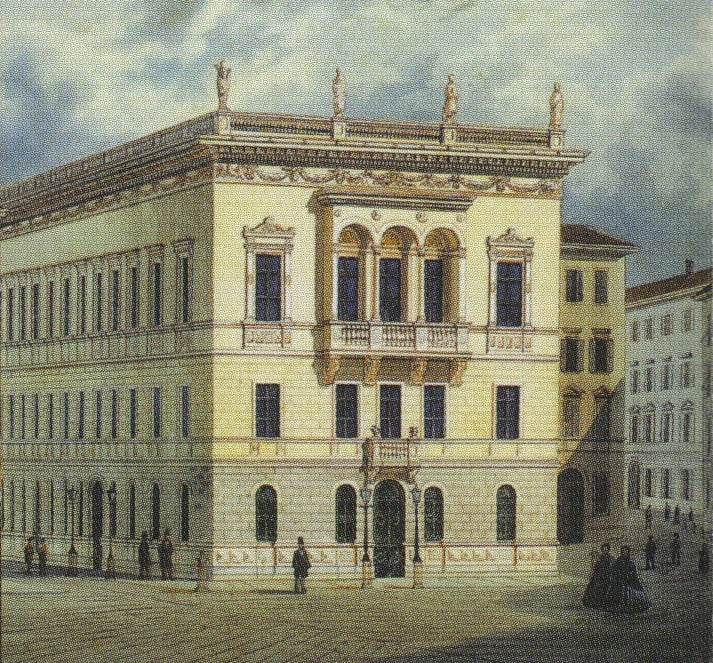
Palazzo Revoltella (Alberto Rieger, 1865)
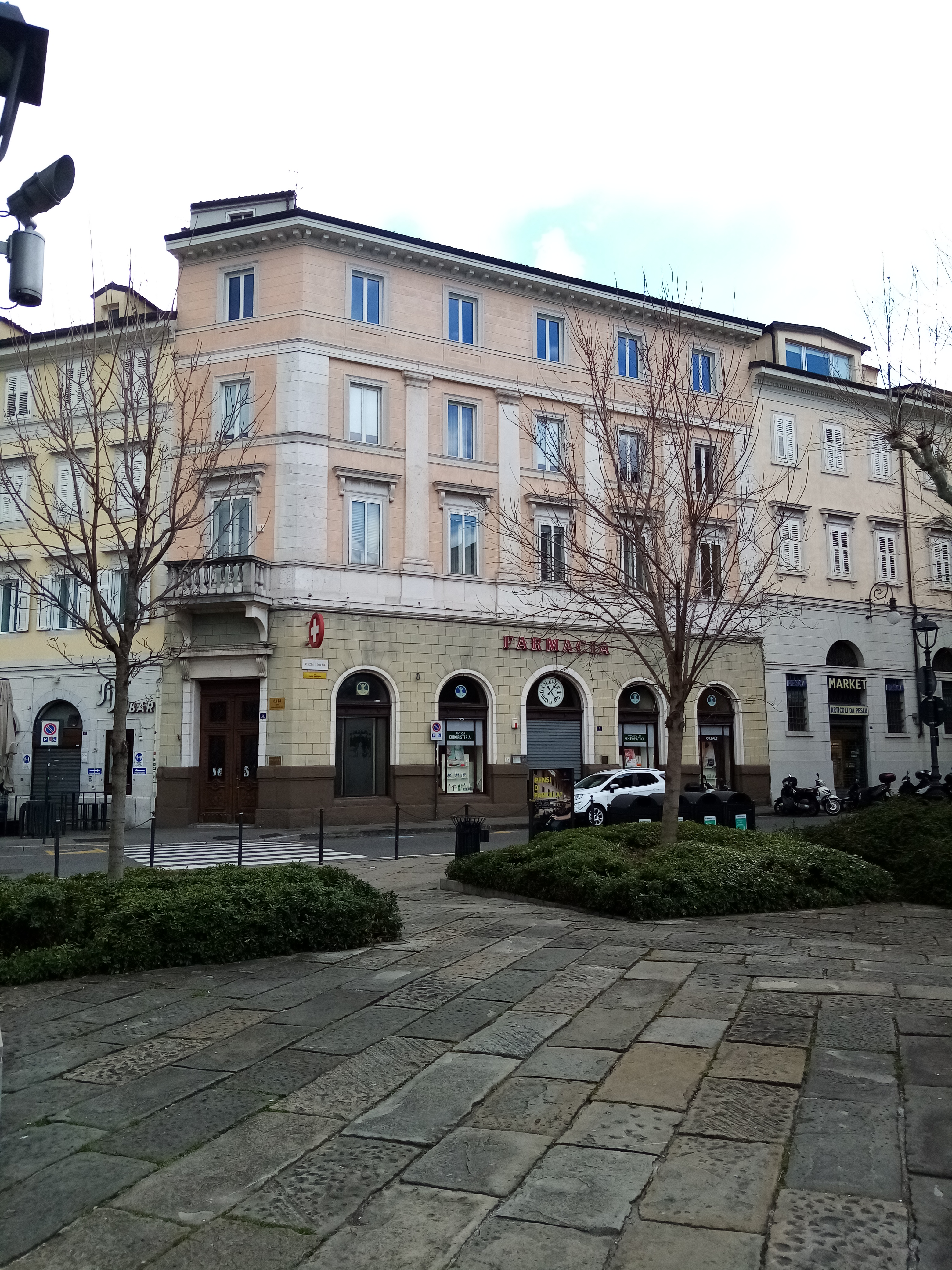
Farmacia Mizzan
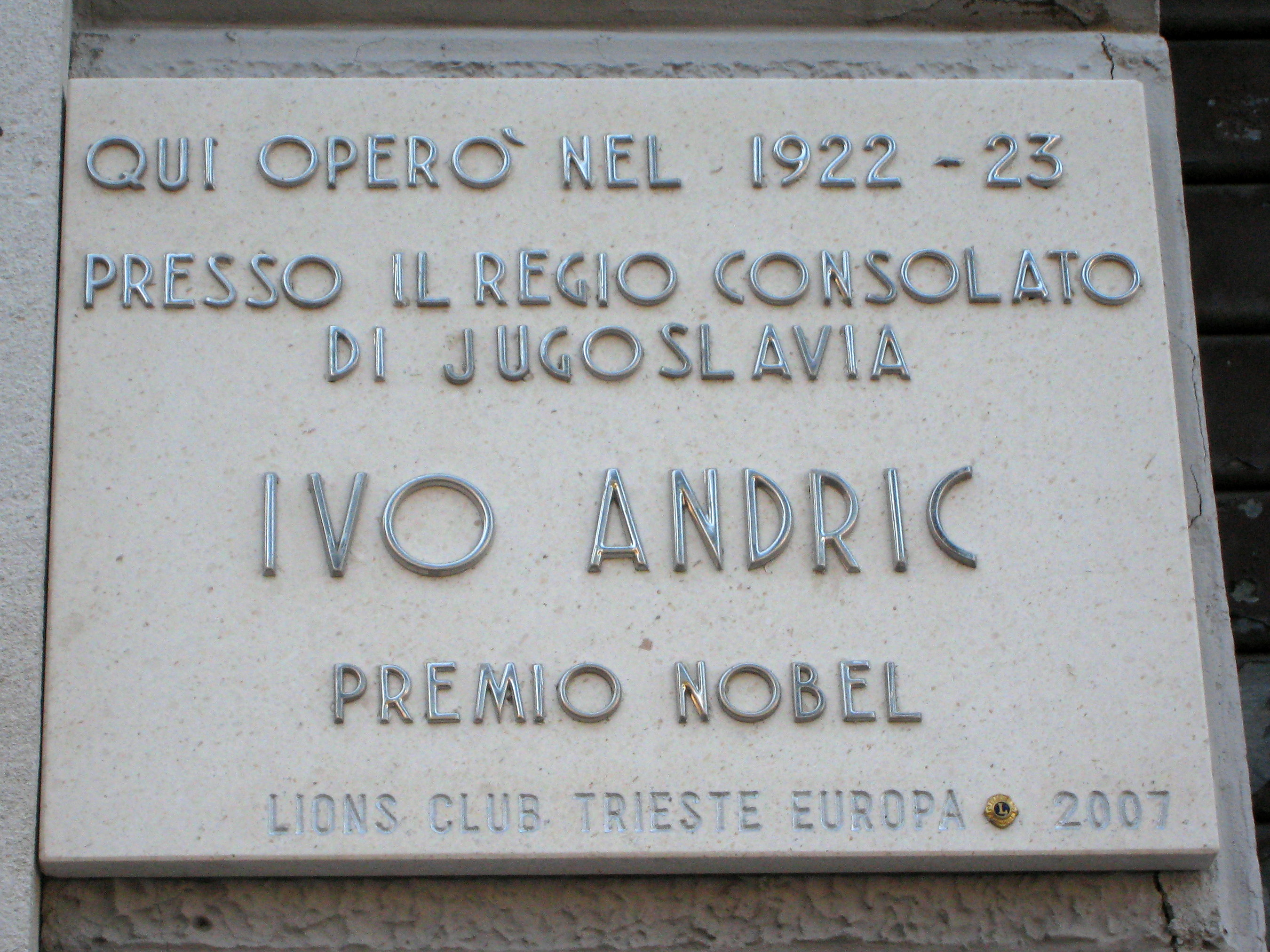
Targa Ivo Andrić sul Palazzo Scuglievich
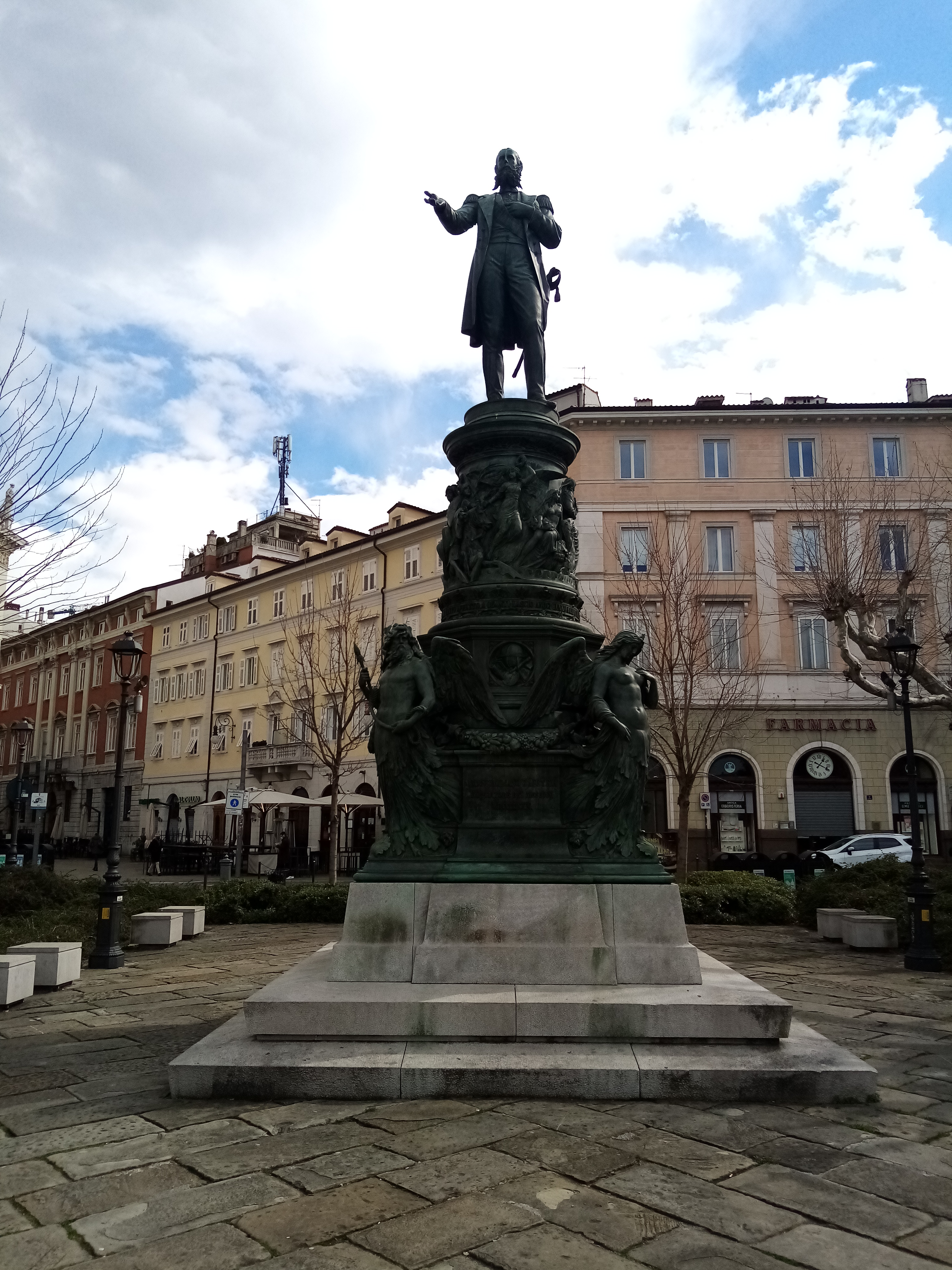
Monumento di Massimiliano
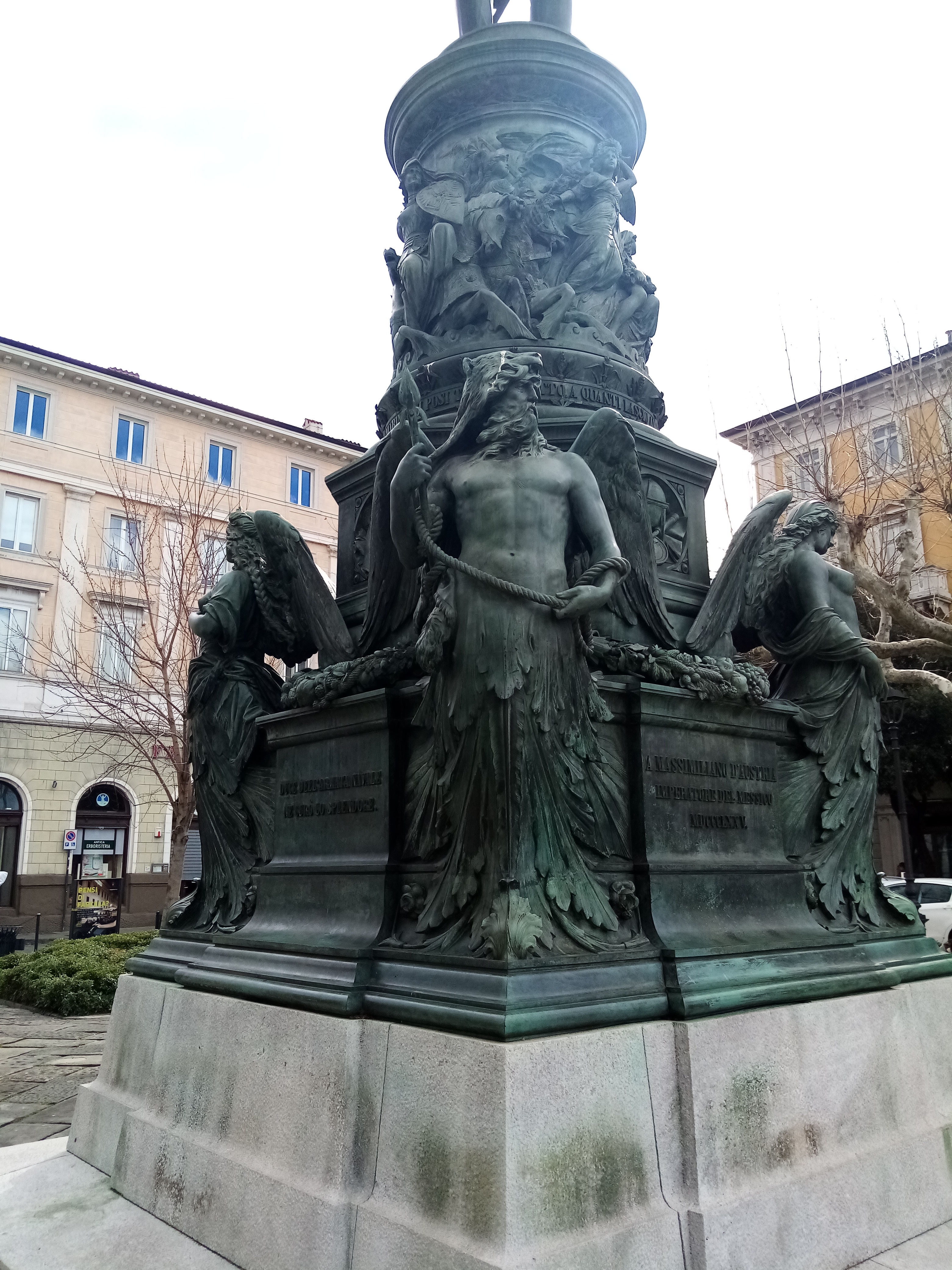
Monumento di Massimiliano, il «Nord»
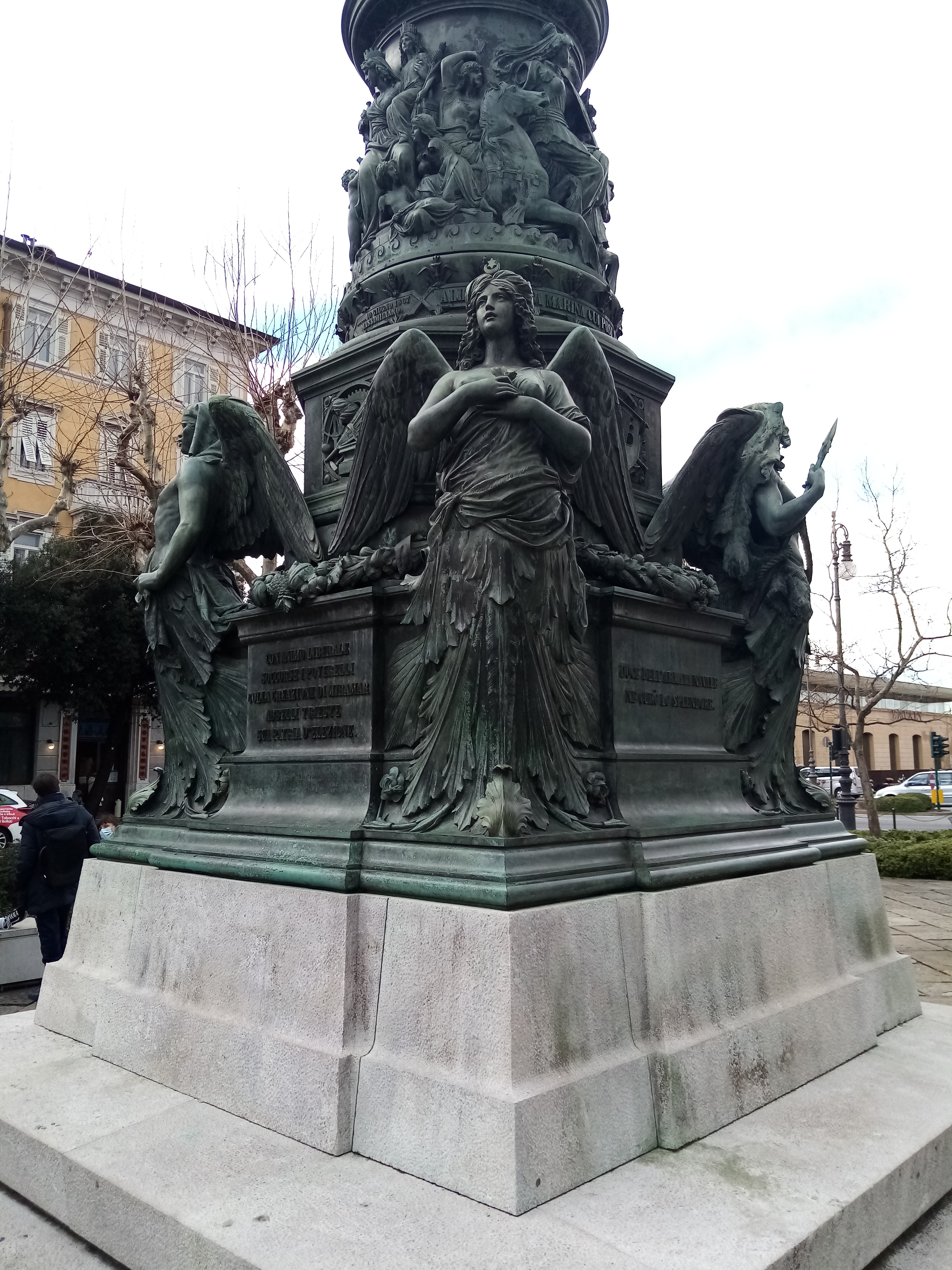
Monumento di Massimiliano, «l'Oriente»
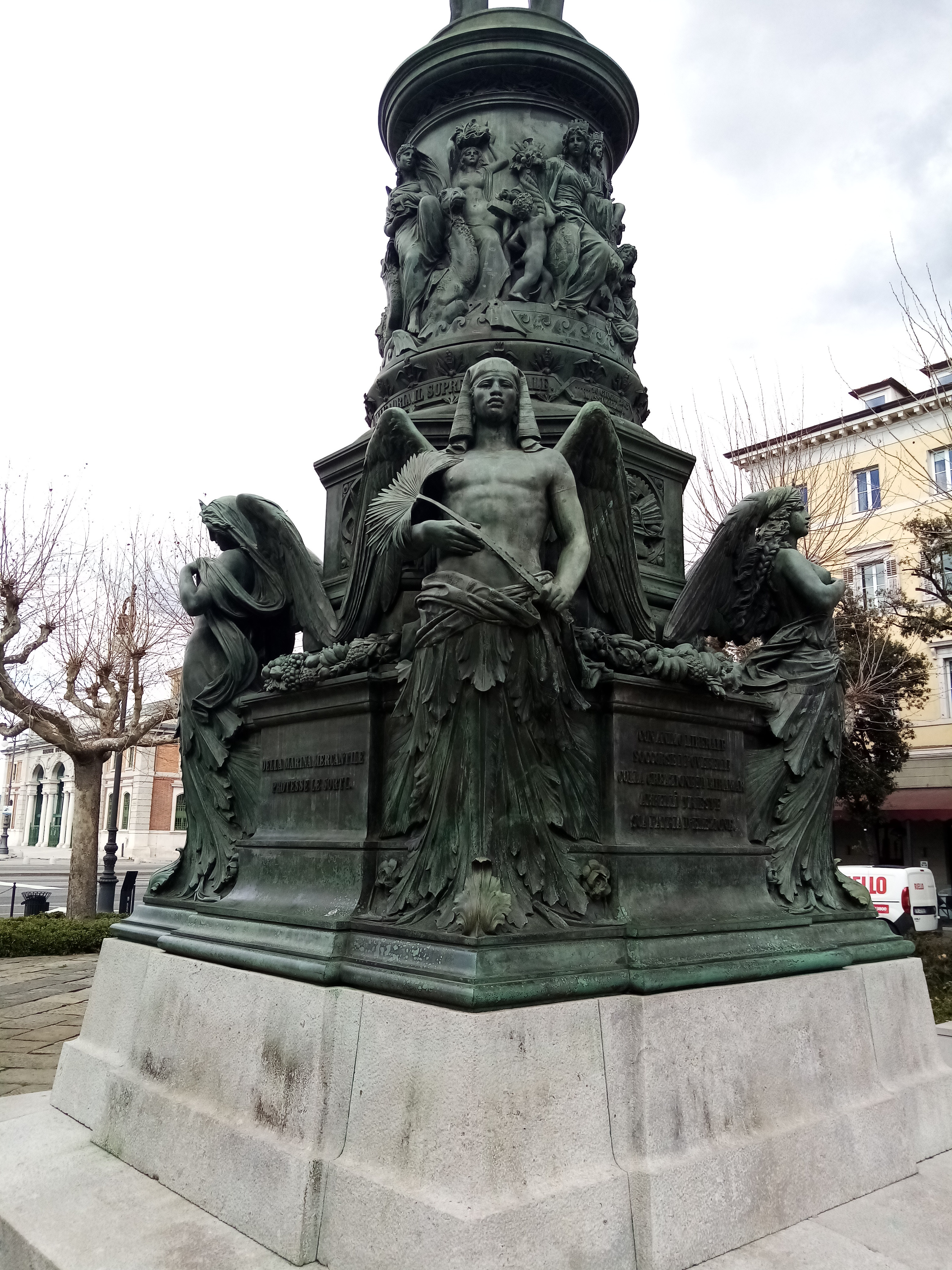
Monumento di Massimiliano, il «Sud»
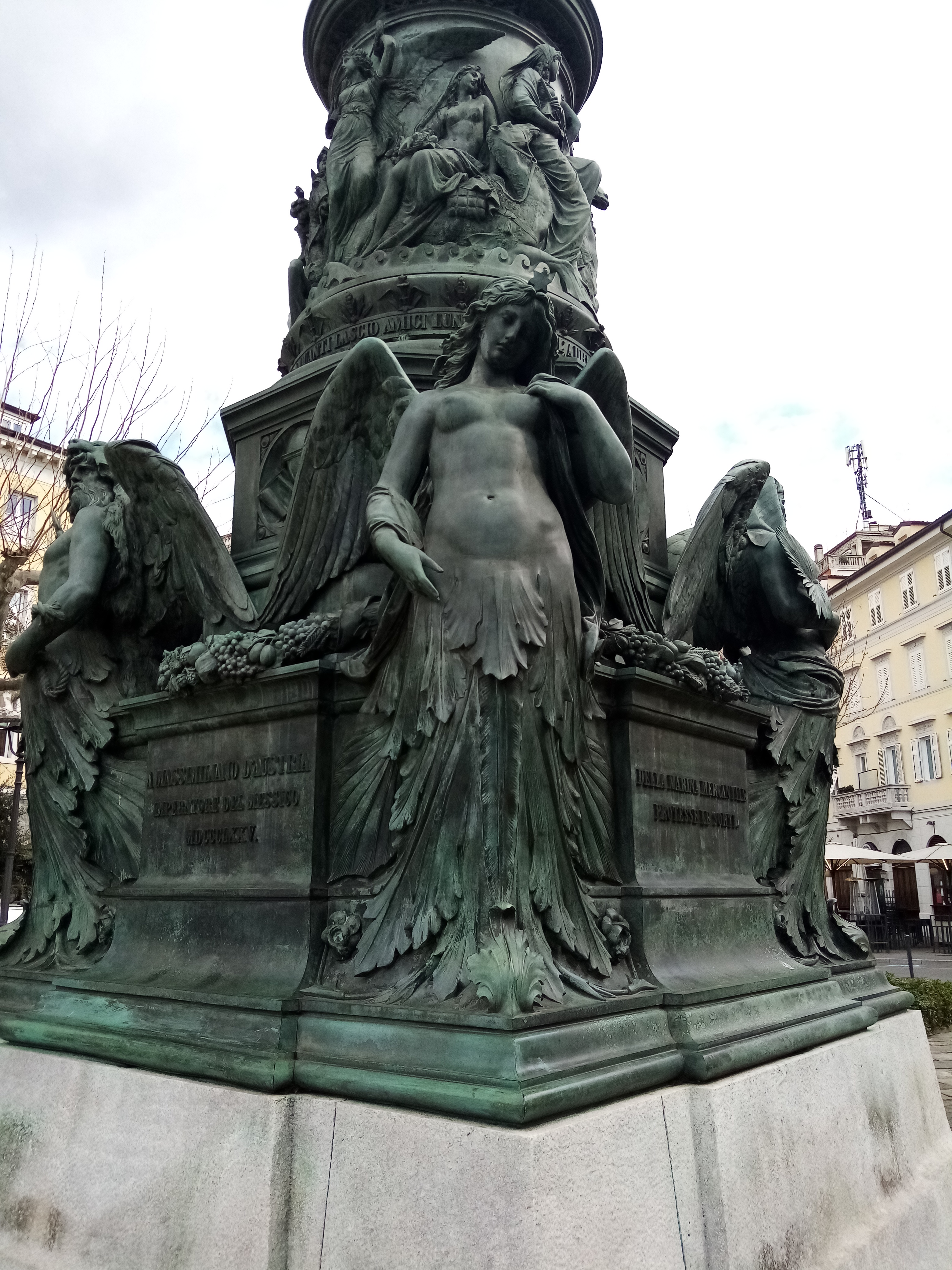
Monumento di Massimiliano, «l'Occidente»